# Arabagatte, Honnali
Arabagatte là một làng thuộc tehsil Honnali, huyện Davanagere, bang Karnataka, Ấn Độ.